# تئاتر رویال استرند
تئاتر رویال استرند (به انگلیسی: Royal Strand Theatre) در استرند در شهر وست‌مینستر قرار داشت. این تئاتر در سال ۱۸۳۲ در محل یک پانوراما ساخته شد و در سال ۱۸۸۲ بدست معمار تئاتر چارلز جی. فیپس بازسازی شد. در سال ۱۹۰۵ تخریب شد تا راه برای ایستگاه متروی آلدویچ باز شود.

## تاریخچه
از سال ۱۸۰۱، توماس ادوارد بارکر در استرند ‎۱۶۸–۱۶۹ یک پانوراما شبیه آنچه پدرش در میدان لستر داشت تأسیس کرد. هنگام مرگ رابرت بارکر در سال ۱۸۰۶، برادر کوچکترش هنری استون بارکر مدیریت ساختمان میدان لستر را به عهده گرفت. در سال ۱۸۱۶، هنری پانورامای استرند را خرید، که در آن هنگام به عنوان پانورامای ریناگل و بارکر شناخته می‌شد و دو پانوراما تا سال ۱۸۳۱ مشترکاً اداره می‌شدند. ساختمان آن‌ها سپس تبدیل به نمازخانه‌ای برای مخالفان انگلیسی شد و بازیگری سرشناس به نام بنجامین لیونل رینر در سال ۱۸۳۲ دو ساختمان را خرید.